# Psychotria
El Psychotria és un gènere vegetal que comprèn vora 1.900 espècies de plantes amb flor de la família Rubiàcia. Els membres d'aquest gènere són arbres petits, lianes o bé arbustos de boscos tropicals. En el passat hi hagué confusió entre el Psychotria i el Cephaelis, i plantes que originalment s'havien classificat en el primer van acabar en el segon un cop estudiades amb més mitjans. Un cert nombre d'espècies del Psychotria són rares o en greu perill d'extinció a causa de la desforestació, especialment a l'Àfrica central i a l'àrea del Pacífic.
Plantes com la ipecacuana (Psychotria ipecacuanha) o espècies riques en dimethyltryptamina (DMT) (per exemple la Psychotria viridis) són importants per la producció d'elements químics naturals de gran interès.

## Taxonomia
(selecció indicativa)
| - Psychotria acutiflora A.DC. - Psychotria adamsonii Fosberg - Psychotria alsophila K.Schum. - Psychotria anceps Kunth - Psychotria angustata Andersson - Psychotria ankasensis J.B.Hall - Psychotria atricaulis Fosberg - Psychotria beddomei Deb. i Gang. - Psychotria berteriana DC. - Psychotria bimbiensis Bridson i Cheek - Psychotria brachiata Sw. - Psychotria brownei Spreng. - Psychotria bryonicola Proctor - Psychotria camerunensis Petit - Psychotria capensis (Eckl.) Vatke - Psychotria carthagenensis Jacq. - Psychotria cathetoneura Urb. - Psychotria chalconeura (K.Schum.) E.M.A.Petit - Psychotria chimboracensis Standl. - Psychotria clarendonensis Urb. - Psychotria clusioides Proctor - Psychotria congesta Spreng. ex DC. - Psychotria cookei J.Moore - Psychotria crassipetala Petit - Psychotria cuneifolia A.DC. - Psychotria cyathicalyx Petit - Psychotria danceri Urb. - Psychotria dasyophthalma Griseb. - Psychotria deflexa DC. - Psychotria densinervia (K.Krause) Verdc. - Psychotria deverdiana Guillaumin - Psychotria dolichantha Urb. - Psychotria domatiata Adams - Psychotria domingensis Jacq. - Psychotria dubia (Wight) Alston - Psychotria elachistantha (K.Schum.) Petit - Psychotria elata (Sw.) Hammel - Psychotria elliptica Kerr. - Psychotria erratica Hook. f. - Psychotria expansa Blume - Psychotria fauriei (Levl.) Fosberg - Psychotria foetens Sw. | - Psychotria forsteriana A.Gray - Psychotria franchetiana (Drake) Drake - Psychotria fusiformis C.M.Taylor - Psychotria garberiana Christophersen - Psychotria gardneri (Thwaites) Hook.f. - Psychotria glandulifera Thwaites ex Hook.f. - Psychotria globicephala Gamble - Psychotria grandiflora Mann - Psychotria grandis Sw. - Psychotria grantii Fosberg - Psychotria greenwelliae Fosberg - Psychotria guadalupensis (DC.) Howard - Psychotria guerkeana K. Schum. - Psychotria hanoverensis Proctor - Psychotria hathewayi Fosberg - Psychotria hawaiiensis (A.Gray) Fosberg - Psychotria hexandra Mann - Psychotria hierniana Exell - Psychotria hobdyi Sohmer - Psychotria hoffmannseggiana (Roemer et J.A. Schultes) Muell.-Arg. - Psychotria insularum Gray - Psychotria ipecacuanha o Ipecacuana (Brot.) Stokes - Psychotria kaduana (Cham. et Schltdl.) Fosberg - Psychotria lanceifolia K.Schum. - Psychotria le-bronnecii Fosb. - Psychotria lepiniana (Baillon ex Drake) Drake - Psychotria ligustrifolia (Northr.) Millsp. - Psychotria lingustrifolia (Northr.) Millsp. - Psychotria longipetiolata Thwaites - Psychotria loniceroides Sieber ex DC. - Psychotria macrocarpa J. Hk. - Psychotria madida Standl. - Psychotria maleolens Urb. - Psychotria maricaensis Urb. - Psychotria mariniana (Cham. et Schltdl.) Fosberg - Psychotria mauiensis Fosberg - Psychotria megalopus Verdc. - Psychotria megistantha Petit - Psychotria microdon (DC.) Urb. - Psychotria minimicalyx K.Schum. - Psychotria moliwensis Bridson & Cheek - Psychotria moseskemei Cheek - Psychotria muscosa (Jacq.) Steyerm. | - Psychotria nervosa Sw. - Psychotria nuda (Cham. & Schltdl.) Wawra - Psychotria nutans Sw. - Psychotria parvifolia Benth. ex Oerst. - Psychotria peteri Petit - Psychotria petitii Verdc. - Psychotria pickeringii A.Gray - Psychotria plicata Urb. - Psychotria plurivenia Thwaites - Psychotria podocarpa Petit - Psychotria poeppigiana Muell.-Arg. - Psychotria pseudoplatyphylla Petit - Psychotria psychotriaefolia - Psychotria pubescens Sw. - Psychotria punctata Vatke - Psychotria raivavaensis Fosberg - Psychotria revoluta DC. - Psychotria rhonhofiae K.Krause - Psychotria rimbachii Standl. - Psychotria rostrata Blume - Psychotria rubra (Lour.) Poir. - Psychotria ruelliifolia (Cham. & Schltdl.) Müll. Arg. - Psychotria rufipilis De Wild. - Psychotria saloiana Diels - Psychotria serpens L. - Psychotria siphonophora Urb. - Psychotria sodiroi Standl. - Psychotria sordida Thwaites - Psychotria speciosa J.G. Forster - Psychotria stenophylla (Thwaites) Hook.f. - Psychotria tahitensis (Drake) Drake - Psychotria taitensis Verdc. - Psychotria tenuifolia Sw. - Psychotria trichocalyx (Drake) Fosberg - Psychotria tubuaiensis Fosberg - Psychotria uliginosa Sw. - Psychotria viridis Ruiz i Pav. - Psychotria vogeliana Benth. - Psychotria waasii Sohmer - Psychotria wawrae Sohmer - Psychotria woytkowskii Dwyer i M.V.Hayden - Psychotria zombamontana (Kuntze) Petit |